# Hermann Levi
Hermann Levi (Giessen, 7 de novembre de 1839 - Múnic, 13 de maig de 1900) fou un director d'orquestra i compositor alemany.
Fill d'un rabí, es va educar a Mannheim i a Leipzig. Va ser director de l'òpera de Rotterdam, de Karlsruhe i de Múnic fins al 1896.
Va ser un dels més famosos directors d'òpera del seu temps i íntim amic de Richard Wagner, que el va elegir per estrenar el seu festival sagrat Parsifal al Festival de Bayreuth el 1882. La seva carrera va anar acompanyada de la màxima estima per les seves habilitats musicals, organitzatives i d'edició, però també per l'hostilitat antisemita.
El seu nom va quedar indissolublement lligat a Wagner. Va morir a Múnic.

## Família
Hermann Levi era fill del rabí de l'estat de Hesse Benedikt Levi. El seu pare era el rabí Samuel Levi de Worms, fill del rabí Wolf Levi a Pfersee, prop d'Augsburg. La família es remunta des de Hermann fins a una línia paterna de rabins durant almenys deu generacions (el mateix Hermann en va parlar de 14) fins a mitjans del segle XVI.
La mare d'Hermann, Henriette (1807-1842) provenia de la família Mayer de fabricants de tabac a Mannheim: els seus avi eren el factor de la cort del Palatinat Gottschalk Mayer i el fundador del banc de "Mannheim Wolf Hajum Ladenburg". Amb la seva "espiritualitat viva i un fort talent musical", Henriette es va convertir en un fenomen atractiu a la societat de Giessen.
Els germans grans d'Hermann es deien Wilhelm i Emma. Quan va néixer el quart fill –Hermann tenia amb prou feines tres anys– la mare va morir; fins i tot el nounat no hauria de viure molt de temps.
El 1884, Benedikt es va casar amb Gitel Worms, filla d'un comerciant de Gießen. També va morir només un any més tard, després del naixement de la seva filla Auguste. Benet no es va casar mai més en vida.
El germà d'Hermann, Wilhelm, també va estudiar música i es va convertir en cantant. Més tard va seguir una carrera a la banca i es va convertir en signatari autoritzat al banc Ladenburg. Després de convertir-se al catolicisme, es va anomenar Wilhelm Lindeck. A través de la mediació d'Hermann, es va convertir en el gestor d'actius de Johannes Brahms durant gairebé una dècada.
El mateix Hermann Levi, als 56 anys i la salut del qual ja era tan dolenta que ja no podia dirigir i havia sol·licitat la seva jubilació, es va casar amb Mary Fiedler (1854–1919), una filla, el 7 de novembre de 1896 de l'historiador de l'art Julius Meyer i vídua de l'historiador de l'art Konrad Fiedler (1841–1895). El matrimoni va tenir lloc únicament en una oficina de registre civil (mentre encara vivia el seu pare, amb qui Levi tenia una relació molt estreta). En el certificat de matrimoni, la nota "no confessional" s'introdueix a la secció "afiliació religiosa". La parella havia considerat seriosament la possibilitat d'una benedicció de l'església cristiana ("un pastor hauria estat disposat a fer això"), però finalment va trobar més "honest" renunciar a aquesta benedicció.

## Vida
Hermann Levi va créixer inicialment a Giessen. La seva extraordinària musicalitat es va expressar aviat; va ser considerat un nen prodigi del pianista a la seva ciutat natal i va tocar concerts de piano públics des dels sis anys. El pare va animar els seus dos fills a dedicar-se a la professió artística, això és particularment notable tenint en compte la tradició rabínica centenària de la família.
Als dotze anys Levi (sota la cura d'una tia gran) va començar a estudiar música a Mannheim mentre assistia al Liceu amb el director de la cort Vinzenz Lachner. Del 1855 al 1858 va estudiar al Conservatori de Leipzig, on es va graduar amb èxits destacats, especialment en piano, composició i direcció. Després d'estudiar a París l'hivern de 1858/59, va assumir el càrrec de director musical a Saarbrücken per recomanació de Lachner. El 1861 es va traslladar a Mannheim. De 1862 a 1864 va ser director en cap de l'Òpera Alemanya de Rotterdam, després fins a 1872 al Teatre de la Cort Gran Ducal de Karlsruhe. A Karlsruhe va començar el 1864 amb Lohengrin i hi va dirigir el 1869 com a segon després de l'estrena de Múnic Die Meistersinger von Nürnberg. El 1869 va rebutjar l'oferta de representar l'estrena de Die Walküre a Múnic.

Una estreta amistat i relació artística amb Johannes Brahms va començar a Karlsruhe; En contacte constant, Levi va interpretar nombroses obres del compositor, incloses les estrenes mundials de Destiny's Song, Alto Rhapsody, Triumph Song, Love Song Waltz, Piano Quintet. Amb Brahms, que era sis anys més gran que ell, Levi es va trobar amb una 
| « | "primera personalitat musical destacada a qui admirava sense reserves ia qui podia subordinar-se amb confiança". | » |

No obstant això, l'amistat íntima es va separar més tard i es va trencar el 1875 després d'una acalorada discussió en què la creixent devoció de Levi per la música de Richard Wagner també va tenir un paper decisiu. Això va acabar amb la col·laboració artística, tot i que Levi (en menor mesura) va continuar interpretant obres de Brahms.
També es va desenvolupar una estreta relació personal i artística diversa amb Clara Schumann durant el temps a Karlsruhe, que va durar amb calor durant tota la seva vida. Van saber mantenir en gran part el "tema irritant" Wagner (també per a la Clara) fora de la seva relació; això és especialment evident en l'intercanvi de cartes.
Des de 1872 Levi va ser director general de música i director de cort al Royal Court i "National Theatre" de Múnic fins que es va retirar el 1896 per motius de salut i es va establir a Partenkirchen. El 1872 es va convertir en membre de la societat informal de Múnic, a la qual va pertànyer fins a la seva mort.
El 1874 va dirigir Tristany per primera vegada i, segons la seva pròpia confessió a Joseph Joachim, es va convertir en "wagnerià", i el 1878 l'Anell complet. En el punt àlgid de la seva carrera, Levi va dirigir l'estrena de Parsifal a Bayreuth el juliol de 1882. Encara que provenia d'una important família jueva, Levi s'havia convertit en el món mític cristià de Wagner i havia estat amic del compositor des de 1871. El mateix Wagner va rebutjar decididament les crítiques que la seva obra "més sagrada" no hauria de ser dirigida per un jueu. No obstant això, la demanda de Wagner que Levi fos batejat sempre estava a la sala. Malgrat tota la seva admiració per Wagner, Levi mai va estar a l'altura d'aquesta expectativa, però el conflicte extern i, sobretot, intern, va pesar sobre ell, com va recordar l'alumne de Levi Felix Weingartner.
El febrer de 1883 va visitar Wagner a Venècia, i Richard Wagner va morir l'endemà de la seva marxa. Levi va dirigir el cicle de representacions commemoratives amb totes les òperes de Wagner a Múnic el març/abril d'aquell any. Fins al 1894 va romandre com a "major" i mà dreta de la vídua Cosima Wagner a la direcció del Festival de Bayreuth. L'èxit continuat de la música de Richard Wagner després de la seva mort està estretament lligat al nom de Levi. Les hostilitats antisemites, també de Richard Strauss, que el 1891 es va queixar a Cosima Wagner, també fervent antisemita, de la direcció jueva de Parsifal, li van pesar molt.
Levi va introduir el "Cicle Mozart" al repertori d'òpera alemanya. Ell mateix va traduir a l'alemany els llibrets de Lorenzo da Ponte per a les òperes de Mozart Les noces de Fígaro, Don Giovanni i Così fan tutte. En fer-ho, ha intentat hàbilment conservar les vocals de l'original italià, que són importants per cantar; per exemple, a "Cinque... dieci.... venti... trenta... trentasei...quarantatre" (Le Nozze di Figaro), no va traduir l'últim numeral (literalment) amb "quaranta-tres ", però (conservació de vocals) amb "sí, sí, funciona". Aquestes traduccions segueixen sent molt populars avui dia i han prevalgut sobre altres intents de traducció; moltes formulacions a partir d'això es van convertir en dictums ("Reich mir die Hand, mein Leben"). Una circumstància que havia d'avergonyir els nacionalsocialistes: d'una banda, les òperes només s'havien de representar en alemany i, d'altra banda, el llibret del convers jueu da Ponte també havia estat traduït per un altre jueu, és a dir, Levi.
De jove, Levi va iniciar una carrera com a compositor: a París va escriure la seva op.1, un concert per a piano en la menor basat en Schumann, que va ser estrenat per l'Orquestra Gewandhaus de Leipzig, així com una simfonia, un violí, sonata, piano i música de cambra, i diversos altres escenaris de cançons d'obres. Tanmateix, després que Brahms criticés durament les seves obres, Levi va abandonar aquesta part de la seva activitat musical malgrat el seu gran èxit i va destruir tots els manuscrits. Només han sobreviscut les obres impreses, dos cicles de cançons i la part solista del concert per a piano. El material orquestral del concert per a piano, que es creia perdut, va ser redescobert pel pianista i director Martin Wettges a la Biblioteca Central de Zuric. A partir d'això va reconstruir la partitura i va tornar a interpretar l'obra l'1 de juny de 2008 (Christian Schrøder, llibret que acompanya una interpretació del concert per a piano el 4 de febrer de 2014 a Giessen).

## Honors
Un carrer porta el seu nom al barri dels músics de Gießen, així com al nord de Múnic (Freimanner Heide). A Bayreuth hi ha una Levistrasse en el seu honor. L'any 2007 es va erigir un bust de l'escultor Detlef Kraft al parc del teatre de Gießen, amb les estacions més importants de la vida de Levi reproduïdes en una placa a la seva base. La sala de concerts de l'ajuntament de Giessen va ser rebatejada com a Hermann-Levi-Saal el novembre de 2014. El 2017, la ciutat de Karlsruhe va donar el seu nom a la plaça davant del "Badisches Staatstheater".
Hermann Levi també és ciutadà honorari de la ciutat del mercat de Partenkirchen (des de 1935 Garmisch-Partenkirchen) des de 1898, on va fer construir una vil·la i on va ser enterrat en un mausoleu.

## Polèmiques sobre el memorial i el lloc de descans

Mausoleu Hermann Levi a Partenkirchen, dissenyat per Adolf von Hildebrand el 1900/01; Estat al voltant de 1910

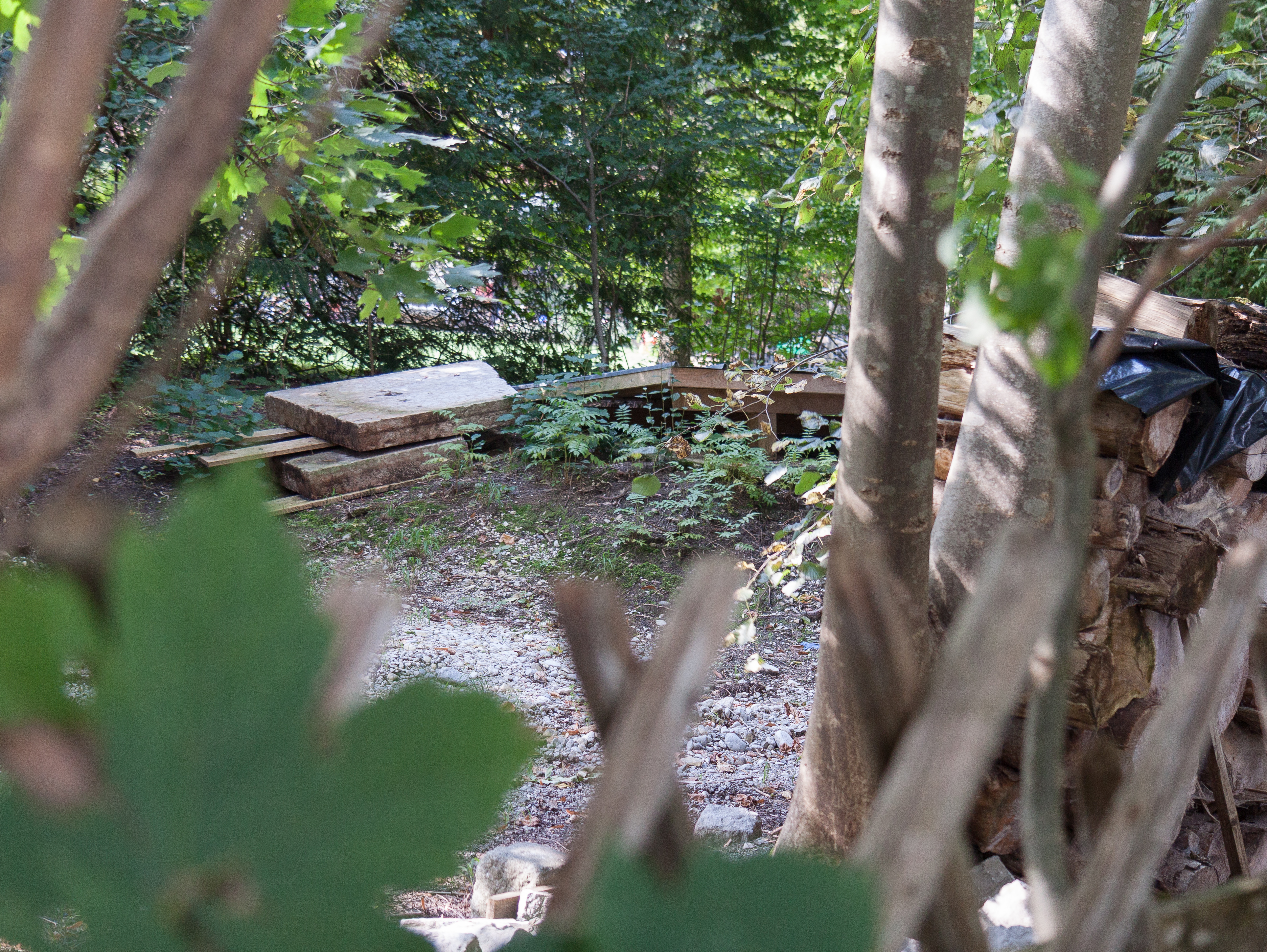
Estat de la tomba l'any 2018

El 1925, el municipi va batejar un carrer que passava per davant del mausoleu de Levi al parc de la seva vil·la de "Partenkirchen Haus Riedberg Welt-Icon" en el seu honor com a Hermann-Levi-Weg. Durant el Tercer Reich (1934 o 1935) el carrer va ser rebatejat com a Theodor Fritsch, un editor de pamflets antisemites. Quan aquest nom ja no semblava adequat després de la guerra i el carrer s'havia de rebatejar de nou, la comunitat del mercat va decidir contra el nom de Levis i a favor d'una Karwendelstrasse innòcua. Els plans per dedicar un altre carrer a l'antic patrocinador de la comunitat canviant el nom de part de Hindenburgstrasse van ser anul·lats per un referèndum el 2013.
Levi també va ser enterrat als terrenys de la vil·la. El cos va ser inicialment enterrat temporalment a la tomba dels pares de la seva vídua Mary (de soltera Meyer) a l'Ostfriedhof de Múnic abans que es pogués completar el mausoleu Welt-Icon, dissenyat artísticament pel principal escultor i amic íntim Adolf von Hildebrand. L'edifici de 4,80 m d'alçada, 4,50 m d'ample i 2,50 m de profunditat amb el seu espai verd d'aproximadament 20 m d'amplada envoltat per un mur oval va sobreviure a les profanació durant l'època nacionalsocialista essencialment intacte.
L'any 1957, a petició del propietari d'aleshores, el municipi va aprovar la (literalment) "eliminació" de la instal·lació. (Una ampliació de la carretera, que de vegades es dona a la literatura com a motiu de l'enderroc no es pot provar a partir dels documents municipals.)
Damunt de la cripta només quedava la llosa sepulcral emmarcada feta de marbre vermell, també de v. Hildebrand dissenyat artísticament i des de 1991 sota protecció monumental. Va romandre exposat al clima (després cobert temporalment durant un temps) i va créixer molt la malesa. Un propietari posterior (també ajuntament 2008-2014) va utilitzar la zona propera a la cripta, malgrat les consideracions de pietat, com a gran àrea per emmagatzemar materials de construcció, llenya i altres coses.
A partir de l'any 2006, hi va haver iniciatives per proporcionar a les restes mortals del ciutadà d'honor i benefactor de Partenkirchen un lloc de descans digne que fes justícia a la seva importància; aquests van fallar.
Com que no hi havia cap certesa sobre si els ossos de Levi encara estaven a la cripta, es va obrir el 16 de maig de 2018 en presència, d'un rabí i l'alcalde Meierhofer. Durant l'examen, es va trobar un cadàver en un taüt de zinc segellat amb la signatura de Levi a sobre. Això va proporcionar prou certesa i la cripta es va tornar a tancar.

Després de consultar amb la presidenta de la comunitat jueva de Múnic i l'Alta Baviera, Charlotte Knobloch, aquesta va decidir el juliol de 2018 traslladar el cos de Levi al nou cementiri jueu de Múnic en una data que encara no s'ha determinat:
| « | "Som una comunitat religiosa i hem d'actuar d'acord amb les nostres lleis religioses, que estableixen que tota persona jueva ha de ser enterrada en un cementiri jueu." | » |

 La vídua de Levi, per descomptat, va fer enterrar el seu marit difunt sense afiliació religiosa. 32 No hi ha indicis coneguts que això no hagués succeït d'acord amb els desitjos del seu marit, ni se'ls va parlar en la discussió.
Al febrer de 2019, aquesta decisió va ser novament rebutjada: Levi no hauria de ser enterrat després de tot, però el lloc d'enterrament de Partenkirchner s'hauria de col·locar en un "estat representatiu" i fer-lo accessible públicament. La raó oficial donada va ser que al lloc d'enterrament de Múnic previst al costat del supervivent de l'Holocaust Max Mannheimer, hi havia "espai restringit, [de manera que] no hi havia espai per al cofre de grans dimensions amb els ossos de Levi".
Al final de les negociacions a llarg termini, la comunitat del mercat va obtenir la propietat de la propietat amb la cripta Levi el novembre de 2019 mitjançant un intercanvi d'àrea d'uns 50 metres quadrats. L'abril de 2020, el jurat (amb la participació de la Sra. Knobloch, entre d'altres) d'un concurs artístic anunciat va escollir un disseny guanyador per al disseny de la tomba. La tomba, redissenyada per l'artista Franka Kaßner, es va presentar al públic el 2 de juliol de 2021.
L'11 de desembre de 2019, l'ajuntament del mercat va rebutjar el nom del Partenkirchner Kurpark, debatut durant molt de temps, en honor a Hermann Levi amb una majoria conservadora (11:19 vots) "després d'un debat emotiu".

## Literatura
- Dieter Steil: „… unsere Kunst ist eine Religion …“ Der Briefwechsel Cosima Wagner – Hermann Levi. (= Sammlung musikwissenschaftlicher Abhandlungen 101), Baden-Baden: Koerner 2018, ISBN 978-3-87320-601-4.
- Dieter Steil: Hermann Levi – Dirigent, Übersetzer und Musiker aus Gießen, In: Mitteilungen des Oberhessischen Geschichtsvereins (MOHG), Bd. 99 (2014), S. 9–17.
- Stephan Mösch: Weihe, Werkstatt, Wirklichkeit. Wagners „Parsifal“ in Bayreuth 1882–1933, Bärenreiter, 2. Auflage 2012, ISBN 978-3-7618-2326-2.
- Frithjof Haas: Zwischen Brahms und Wagner. Atlantis, Zürich 1995, ISBN 3-254-00194-X.
- Rolf Schneider: Die Reise zu Richard Wagner. Roman. Paul Zsolnay, Wien 1989, ISBN 3-552-04115-X.
- Imogen Fellinger. Hermann Levi (en alemany). 14.  Berlin: Duncker & Humblot, 1985, p. .; (text complet en línia)
- Monika Ryll: Lukas Strauß – Badisches Bürgertum im Kaiserreich. Kleine Schriften des Stadtarchivs Mannheim, Heft Nr. 3. Mannheim 1996.
- Josef Stern: Hermann Levi und seine jüdische Welt. In: Zeitschrift für die Geschichte der Juden. Heft 1/1970. Olamenu, Tel-Aviv 1970, S. 17–25 (über Levis Judentum und den Antisemitismus Richard Wagners).
- Wendelin Weißheimer: Erlebnisse mit Richard Wagner, Franz Liszt und vielen andern Zeitgenossen. Stuttgart und Leipzig 1898.
- Robert Jungwirth: Ein Jude als Gralsritter, in: NZZ, 9. Januar 2016, S. 26.
- Briefwechsel Robert und Clara Schumanns mit Franz Brendel, Hermann Levi, Franz Liszt, Richard Pohl und Richard Wagner, hrsg. von Thomas Synofzik, Axel Schröter und Klaus Döge (= Schumann-Briefedition, Serie II, Band 5), Köln: Dohr 2014.

## Documents
- Briefe von Hermann Levi befinden sich im Bestand des Leipziger Musikverlages C. F. Peters im Staatsarchiv Leipzig.